# I Zwicky 18
I Zwicky 18 (I Zw 18), nach Fritz Zwicky,  ist eine Zwerggalaxie in etwa 59 Millionen Lichtjahren Entfernung.
Lange Zeit ging man davon aus, dass die Galaxienbildung bereits wenige Milliarden Jahre nach dem Urknall beendet war. Ende 2004 war man sich aufgrund von Aufnahmen des Hubble-Teleskops sicher, dass I Zwicky 18 erst 500 Millionen Jahre alt sei – im Gegensatz zum Beispiel zur Milchstraße, die bereits ein Alter von 12 Milliarden Jahren aufweist.
Aufgrund neuer Auswertungen von Aufnahmen des Hubble-Teleskops im Jahr 2007 wurden jedoch leuchtschwache, rote Sterne in I Zwicky 18 entdeckt, die darauf hindeuten, dass die Galaxie deutlich älter ist als bisher angenommen, nämlich zwischen 1 und 10 Milliarden Jahren.
Zusätzlich wurde die Entfernung von I Zwicky 18 zur Milchstraße auf 59 Millionen Lichtjahre durch neuere Messungen an Cepheiden korrigiert.
Die Galaxie ist die meiste Zeit seit ihrer Entstehung eher unproduktiv gewesen und hat erst relativ spät mit der Bildung der meisten ihrer heute existierenden Sterne begonnen. Der Grund für die späte Sternentstehung ist gegenwärtig unbekannt.

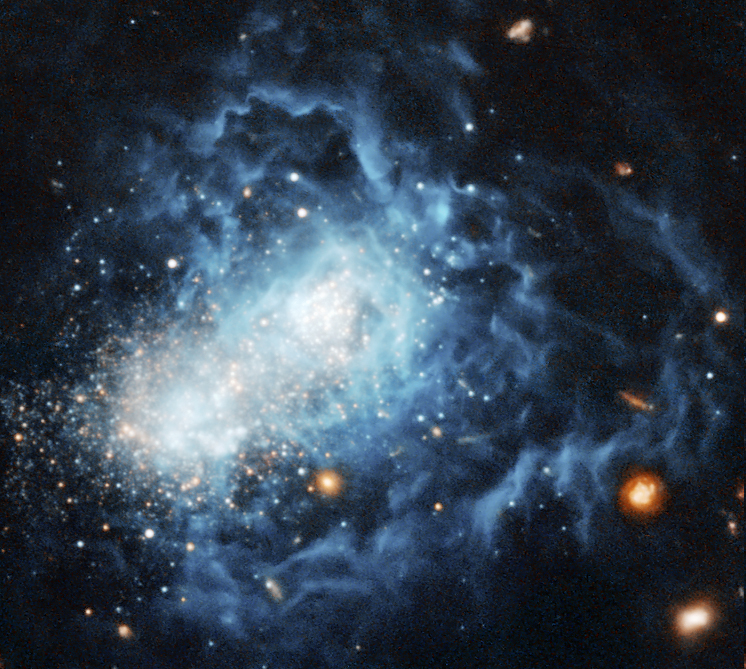
Hervorhebung der Gasstrukturen (bläulich) in der mithilfe des Hubble-Teleskops erstellten Aufnahme
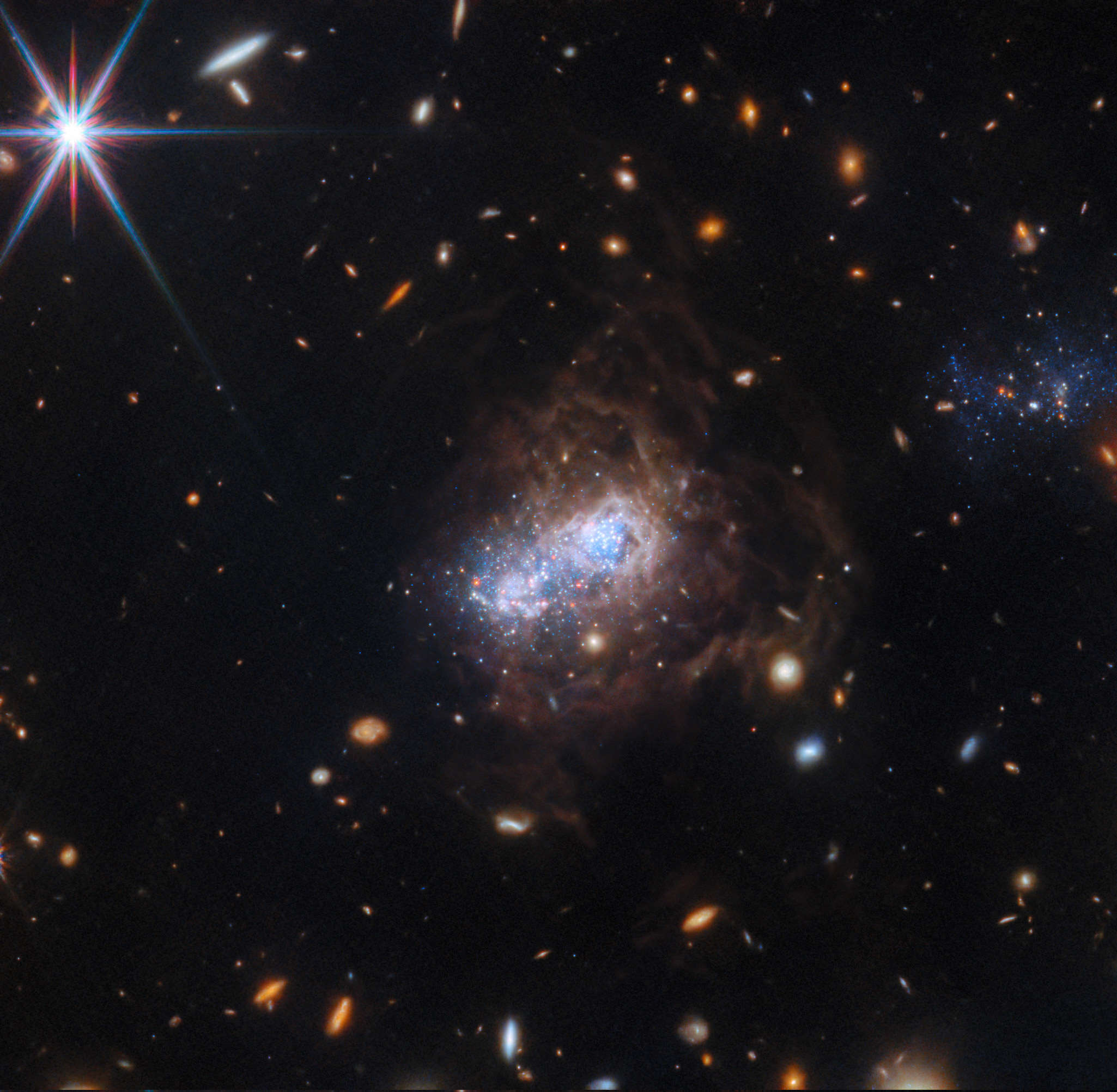
Infrarotaufnahme mithilfe des James Webb-Weltraumteleskops